# Kolonien Filadelfia Kirke
Kolonien Filadelfia Kirke er en nyromansk kirke fra 1903 knyttet til Kolonien Filadelfia i Dianalund.